# Легирана стомана
Легираната стомана е стомана с примеси на други елементи. Например молибден, манган, хром, ванадий, силиций, бор и никел. Видът и количествата им се подбират внимателно, за да се постигнат определени свойства. Легиращите добавки повишават твърдостта, устойчивостта на корозия и намаляват чупливостта на детайлите изработени от стоманата. Стомана с 13% и повече съдържание на хром обикновено се нарича неръждаема стомана.
За да бъде една добавка легираща, нейното съдържание трябва да е по-голямо или равно на 3%. Според количественото съдържание на легиращи добавки стоманата се класифицира на:
-нисколегирана- от 3 до 5 %
-среднолегирана- от 5 до 10%
-високолегирана- повече от 10%